# Pfenninghof

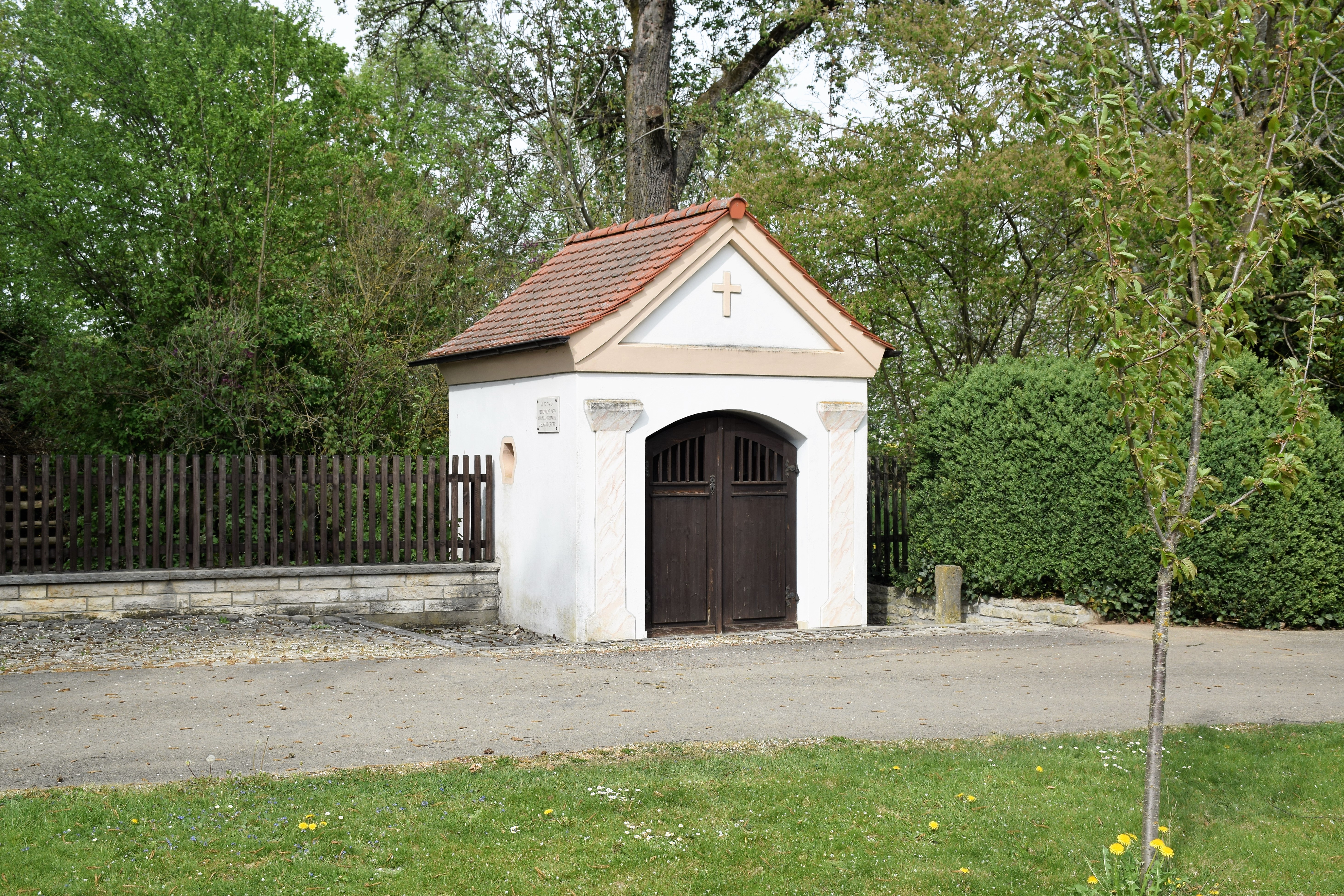
Kapelle Hl. Dreifaltigkeit

Pfenninghof ist ein Ortsteil der Stadt Beilngries im oberbayerischen Landkreis Eichstätt.
Das Baudenkmal Kapelle Hl. Dreifaltigkeit liegt im Ort.

## Lage
Die Einöde liegt auf dem Arzberg der südlichen Frankenalb im Naturpark Altmühltal. Er ist über eine Straße von Töging aus zu erreichen.

## Geschichte
Eine Sage überliefert, dass hier auf dem „aidsberg“ im Mittelalter ein Schloss stand, das im Dreißigjährigen Krieg niedergebrannt wurde. Historisch wird der Hof erstmals 1407 erwähnt, und zwar als Lehen des Bischofs von Eichstätt. Leheninhaber waren unter anderem 1407 Hans Holz, 1447 Seitz Wittmann, 1561 Hans Kettenwirt und 1572 Bastl Kettenwirt. 1644 kaufte der Hirschberger Pfleger Lorenz von Helmstadt den Pfenninghof. 1741 betrieb Margarete Schreiber, Tochter des verstorbenen Ulrich Schreiber, den Hof. Der Weiler gehörte zur Pfarrei und zur Ehehaft Kottingwörth.
Im Zuge der Säkularisation kam 1802 das untere Eichstätter Hochstift, zu dem Pfenninghof im Kastenamt Beilngries gehörte, an Großherzog Erzherzog Ferdinand III. von Toskana und 1806 an Bayern. Bis dahin zusammen mit Leising eine Gemeinde, wurden 1809 Kottingwörth, Kottingwörthermühle, Leising und Pfenninghof zu einem Steuerdistrikt, ab 1811 zu einer Ruralgemeinde zusammengeschlossen. 1810 gehörte diese Gemeinde zum Oberdonaukreis mit der Hauptstadt Eichstätt und ab 1817 zum Regenkreis und der Hauptstadt Regensburg. Ab 1838 war der Bezirk Beilngries und mit ihm Kottingwörth/Pfenninghof Teil des Kreises Mittelfranken mit der Hauptstadt Ansbach.
Im Zuge der bayerischen Gebietsreform wurde die Gemeinde Kottingwörth zusammen mit dem Weiler Pfenninghof am 1. Mai 1978 in die Stadt Beilngries eingegliedert.
1830 wohnten im Weiler sechs und 1950 19 Personen.